# Unione Calcio Sampdoria 1981-1982
Questa voce raccoglie le informazioni riguardanti l'Unione Calcio Sampdoria nelle competizioni ufficiali della stagione 1981-1982.

## Stagione
Dopo il quinto posto della scorsa stagione, sulla panca doriana viene confermato l'allenatore Enzo Riccomini. Ma dopo aver subito tre sconfitte nelle prime cinque giornate del torneo, il presidente Paolo Mantovani corre ai ripari, l'11 ottobre dopo la sconfitta (1-0) di Lecce, decide di cambiare l'allenatore e punta su Renzo Ulivieri. Con lui la Sampdoria si riprende riuscendo a chiudere il girone di andata con 21 punti, a cinque punti di ritardo dal Varese che guida la classifica, poi fa ancora meglio nel girone di ritorno, dove ottiene 26 punti, quanto basta per ritornare dopo cinque stagioni di cadetteria in Serie A. Sale nella massima serie con il Verona ed il Pisa, mentre retrocedono il Rimini, il Brescia, la Spal ed il Pescara.
Nella Coppa Italia la squadra blucerchiata disputa e vince il quarto girone di qualificazione, per differenza reti nei confronti del Cagliari, nei quarti di finale supera ai calci rigore nel doppio confronto la Reggiana, poi cede in semifinale nel doppio confronto con il Torino, il quale a maggio perderà la finale con l'Inter.

## Divise e sponsor

Una formazione doriana in campo con la terza divisa rossa

Maglia azzurra fasciata di bianco con striscia rossa e nera e stemma di Genova al centro, calzoncini bianchi, calzettoni blucerchiati.
| Casa |

## Organigramma societario
Area direttiva
- Presidente: Paolo Mantovani
- Vice presidente: Roberto Montefiori
- General manager: Claudio Nassi
- Segretario: Mario Rebuffa

Area tecnica
- Direttore sportivo: Paolo Borea
- Allenatore: Enzo Riccomini, poi Renzo Ulivieri
- Allenatore in seconda: Giampaolo Piaceri

Area sanitaria
- Medico sociale: Andrea Chiapuzzo
- Massaggiatore: Guido Ribolzi

## Rosa
| N. |                   | Ruolo | Calciatore          |
| -- | ----------------- | ----- | ------------------- |
|    | Italia (bandiera) | P     | Guido Bistazzoni    |
|    | Italia (bandiera) | P     | Paolo Conti         |
|    | Italia (bandiera) | D     | Massimo Capannini   |
|    | Italia (bandiera) | D     | Mauro Ferroni (I)   |
|    | Italia (bandiera) | D     | Giancarlo Galdiolo  |
|    | Italia (bandiera) | D     | Giovanni Guerrini   |
|    | Italia (bandiera) | D     | Antonio Logozzo     |
|    | Italia (bandiera) | D     | Luca Pellegrini     |
|    | Italia (bandiera) | D     | Salvatore Vullo     |
|    | Italia (bandiera) | C     | Gianfranco Bellotto |
|    | Italia (bandiera) | C     | Stefano Brondi      |

| N. |                   | Ruolo | Calciatore           |
| -- | ----------------- | ----- | -------------------- |
|    | Italia (bandiera) | C     | Marco Calonaci       |
|    | Italia (bandiera) | C     | Antonio Magliocca    |
|    | Italia (bandiera) | C     | Andrea Manzo         |
|    | Italia (bandiera) | C     | Giorgio Roselli      |
|    | Italia (bandiera) | C     | Paolo Rosi           |
|    | Italia (bandiera) | C     | Patrizio Sala        |
|    | Italia (bandiera) | C     | Alessandro Scanziani |
|    | Italia (bandiera) | A     | Salvatore Garritano  |
|    | Italia (bandiera) | A     | Ezio Sella           |
|    | Italia (bandiera) | A     | Nicola Zanone        |

## Risultati

### Serie B

#### Girone di andata
| Arbitro: | Menegali (Roma) |

|                             |           |               |
| Podavini 8’ F. Vincenzi 81’ | Marcatori | 90’ Scanziani |

| Arbitro: | Patrussi (Ravenna) |

|                               |           |  |
| Silipo 12’ (aut.) Roselli 90’ | Marcatori |  |

| Arbitro: | Parussini (Udine) |

|                |           |           |
| G. Sartori 31’ | Marcatori | 44’ Manzo |

| Arbitro: | Prati (Parma) |

|  |           |           |
|  | Marcatori | 11’ Cagni |

| Arbitro: | Angelelli (Terni) |

|                 |           |  |
| Magistrelli 29’ | Marcatori |  |

| Arbitro: | Menicucci (Firenze) |

|               |           |  |
| Scanziani 52’ | Marcatori |  |

| Arbitro: | Milan (Treviso) |

|              |           |  |
| Crialesi 69’ | Marcatori |  |

| Arbitro: | Bianciardi (Siena) |

|                           |           |                 |
| Garritano 53’ P. Sala 55’ | Marcatori | 20’ M. Nicolini |

| Arbitro: | Altobelli (Roma) |

|  |           |            |
|  | Marcatori | 71’ Zanone |

| Arbitro: | Lo Bello (Siracusa) |

|               |           |              |
| Scanziani 80’ | Marcatori | 76’ De Nadai |

| Arbitro: | Pairetto (Nichelino) |

|                          |           |             |
| Scanziani 13’ Zanone 80’ | Marcatori | 81’ Capuzzo |

| Arbitro: | Barbaresco (Cormons) |

|            |           |                            |
| Casale 57’ | Marcatori | 43’ Garritano 70’ Galdiolo |

| Arbitro: | Tani (Livorno) |

|            |           |              |
| Zanone 80’ | Marcatori | 57’ Armenise |

| Arbitro: | Magni (Bergamo) |

|  |           |               |
|  | Marcatori | 87’ Corradini |

| Arbitro: | Bergamo (Livorno) |

|              |           |          |
| Odorizzi 33’ | Marcatori | 9’ Vullo |

| Arbitro: | Agnolin (Bassano del Grappa) |

|               |           |  |
| Scanziani 47’ | Marcatori |  |

| Arbitro: | D'Elia (Salerno) |

|                        |           |  |
| Dal Fiume 68’ Ambu 79’ | Marcatori |  |

| Rimini 17 gennaio 1982 18ª Giornata | Rimini           | 0 – 0 | Sampdoria | Stadio Romeo Neri\| Arbitro: \| Benedetti (Roma) \| |
| Arbitro:                            | Benedetti (Roma) |       |           |                                                     |

| Arbitro: | Bianciardi (Siena) |

|            |           |  |
| Zanone 53’ | Marcatori |  |

#### Girone di ritorno
| Arbitro: | Pirandola (Lecce) |

|                                          |           |  |
| Manzo 17’, 22’ Zanone 27’, 30’ Vullo 69’ | Marcatori |  |

| Palermo 14 febbraio 1982 21ª Giornata | Palermo          | 0 – 0 | Sampdoria | Stadio La Favorita\| Arbitro: \| Casarin (Milano) \| |
| Arbitro:                              | Casarin (Milano) |       |           |                                                      |

| Arbitro: | Altobelli (Roma) |

|                         |           |  |
| Zanone 1’ Garritano 70’ | Marcatori |  |

| Arbitro: | Pairetto (Torino) |

|                    |           |                            |
| Garbuglia 16’, 39’ | Marcatori | 62’ Scanziani 64’ Guerrini |

| Genova 7 marzo 1982 24ª Giornata | Sampdoria          | 0 – 0 | Lecce | Stadio Luigi Ferraris (13634 spett.)\| Arbitro: \| Bianciardi (Siena) \| |
| Arbitro:                         | Bianciardi (Siena) |       |       |                                                                          |

| Arbitro: | Mattei (Macerata) |

|                            |           |  |
| Salvadè 5’ Di Giovanni 29’ | Marcatori |  |

| Arbitro: | Facchin (Udine) |

|            |           |  |
| Zanone 17’ | Marcatori |  |

| Arbitro: | Lanese (Messina) |

|                 |           |                            |
| M. Nicolini 37’ | Marcatori | 4’ Scanziani 11’ Garritano |

| Arbitro: | Polacco (Conegliano) |

|              |           |  |
| Guerrini 20’ | Marcatori |  |

| Roma 10 aprile 1982 29ª Giornata | Lazio                | 0 – 0 | Sampdoria | Stadio Olimpico\| Arbitro: \| Barbaresco (Cormons) \| |
| Arbitro:                         | Barbaresco (Cormons) |       |           |                                                       |

| Arbitro: | Longhi (Roma) |

|  |           |                                  |
|  | Marcatori | 19’ Sella 41’ Rosi 52’ Scanziani |

| Arbitro: | Lo Bello (Siracusa) |

|                      |           |                |
| Secondini 43’ (aut.) | Marcatori | 25’ A. Bertoni |

| Arbitro: | Facchin (Udine) |

|               |           |                           |
| Bresciani 44’ | Marcatori | 6’ Scanziani 82’ Bellotto |

| Arbitro: | Facchin (Udine) |

|                     |           |           |
| Matteoli 20’ (rig.) | Marcatori | 54’ Vullo |

| Genova 16 maggio 1982 34ª Giornata | Sampdoria       | 0 – 0 | Verona | Stadio Luigi Ferraris (28216 spett.)\| Arbitro: \| Menegali (Roma) \| |
| Arbitro:                           | Menegali (Roma) |       |        |                                                                       |

| Arbitro: | Longhi (Roma) |

|  |           |                           |
|  | Marcatori | 52’ Scanziani 60’ Roselli |

| Arbitro: | Casarin (Milano) |

|              |           |  |
| Guerrini 77’ | Marcatori |  |

| Genova 6 giugno 1982 37ª Giornata | Sampdoria         | 0 – 0 | Rimini | Stadio Luigi Ferraris (30410 spett.)\| Arbitro: \| Mattei (Macerata) \| |
| Arbitro:                          | Mattei (Macerata) |       |        |                                                                         |

| Arbitro: | Benedetti (Roma) |

|                            |           |            |
| Paradiso 37’ A. Bordon 75’ | Marcatori | 70’ Zanone |

### Coppa Italia

#### Quarto girone
| Arbitro: | Menicucci (Firenze) |

|            |           |  |
| Zanone 58’ | Marcatori |  |

| Lecce 26 agosto 1981 2ª giornata | Lecce             | 0 – 0 | Sampdoria | Stadio Via del Mare\| Arbitro: \| Pairetto (Torino) \| |
| Arbitro:                         | Pairetto (Torino) |       |           |                                                        |

| 30 agosto 1981 3ª giornata |  | – Turno riposo Sampdoria |  |  |

| Arbitro: | Longhi (Roma) |

|                       |           |              |
| Bellini 51’ Piras 59’ | Marcatori | 3’ Garritano |

| Arbitro: | Bianciardi (Siena) |

|                               |           |  |
| Roselli 7’, 27’ Garritano 61’ | Marcatori |  |

#### Quarti di finale
| Arbitro: | Redini (Pisa) |

|             |           |  |
| Zandoli 84’ | Marcatori |  |

| Arbitro: | Pairetto (Nichelino) |

|             |                      |  |
| P. Sala 71’ | Marcatori            |  |
|             | Tiri di rigore 5 – 3 |  |

#### Semifinale
| Arbitro: | Benedetti (Roma) |

|                      |           |               |
| Rosi 7’ Guerrini 84’ | Marcatori | 90’ Bertoneri |

| Arbitro: | Bergamo (Livorno) |

|              |           |  |
| Beruatto 37’ | Marcatori |  |

## Statistiche

### Statistiche di squadra
| Competizione | Punti | In casa | In casa | In casa | In casa | In casa | In casa | In trasferta | In trasferta | In trasferta | In trasferta | In trasferta | In trasferta | Totale | Totale | Totale | Totale | Totale | Totale | DR  |
| Competizione | Punti | G       | V       | N       | P       | Gf      | Gs      | G            | V            | N            | P            | Gf           | Gs           | G      | V      | N      | P      | Gf     | Gs     | DR  |
| ------------ | ----- | ------- | ------- | ------- | ------- | ------- | ------- | ------------ | ------------ | ------------ | ------------ | ------------ | ------------ | ------ | ------ | ------ | ------ | ------ | ------ | --- |
| Serie B      | 47    | 19      | 11      | 6       | 2       | 22      | 7       | 19           | 6            | 7            | 6            | 19           | 18           | 38     | 17     | 13     | 8      | 41     | 25     | +16 |
| Coppa Italia |       | 4       | 4       | 0       | 0       | 7       | 1       | 4            | 0            | 1            | 3            | 1            | 4            | 8      | 4      | 1      | 3      | 8      | 5      | +3  |
| Totale       | -     | 23      | 15      | 6       | 2       | 29      | 8       | 23           | 6            | 8            | 9            | 20           | 22           | 46     | 21     | 14     | 11     | 49     | 30     | +19 |

### Statistiche dei giocatori
| Giocatore      | Serie B  | Serie B | Coppa Italia | Coppa Italia | Totale   | Totale |
| Giocatore      | Presenze | Reti    | Presenze     | Reti         | Presenze | Reti   |
| -------------- | -------- | ------- | ------------ | ------------ | -------- | ------ |
| G. Bellotto    | 37       | 1       | 5            | 0            | 42       | 1      |
| G. Bistazzoni  | 16       | -8      | 2            | -2           | 18       | -10    |
| S. Brondi      | 5        | 0       | -            | -            | 5        | 0      |
| M. Calonaci    | 3        | 0       | 1            | 0            | 4        | 0      |
| M. Capannini   | -        | -       | 1            | 0            | 1        | 0      |
| P. Conti       | 23       | -17     | 6            | -3           | 29       | -20    |
| M. Ferroni (I) | 36       | 0       | 8            | 0            | 44       | 0      |
| G. Galdiolo    | 13       | 1       | 6            | 0            | 19       | 1      |
| S. Garritano   | 31       | 4       | 7            | 1            | 38       | 5      |
| G. Guerrini    | 35       | 3       | 8            | 1            | 43       | 4      |
| A. Logozzo     | 6        | 0       | 2            | 0            | 8        | 0      |
| A. Magliocca   | 5        | 0       | -            | -            | 5        | 0      |
| A. Manzo       | 25       | 3       | 4            | 0            | 29       | 3      |
| L. Pellegrini  | 24       | 0       | 1            | 0            | 25       | 0      |
| G. Roselli     | 34       | 2       | 6            | 0            | 40       | 2      |
| P. Rosi        | 31       | 1       | 8            | 1            | 39       | 2      |
| P. Sala        | 34       | 1       | 8            | 1            | 42       | 2      |
| A. Scanziani   | 38       | 10      | 7            | 0            | 45       | 10     |
| E. Sella       | 23       | 1       | 7            | 0            | 30       | 1      |
| S. Vullo       | 33       | 3       | 8            | 0            | 41       | 3      |
| N. Zanone      | 36       | 9       | 7            | 1            | 43       | 10     |